# Gipsblok
Gipsblokken zijn een bouwmateriaal uit massief stucgips voor het bouwen van niet-dragende scheidingswanden, schachtwanden en voorzetwanden in binnenruimten van woningen, kantoren en utiliteitsgebouwen.
Een draagconstructie is niet nodig bij een wand van gipsblokken; de blokken worden in halfsteensverband geplaatst en met gipslijm aan elkaar gelijmd. Dit is een wezenlijk verschil met de dunnere gipsplaten bij een metalstudwand die op metaalprofielen (de zogenaamde metalstudprofielen) worden bevestigd.

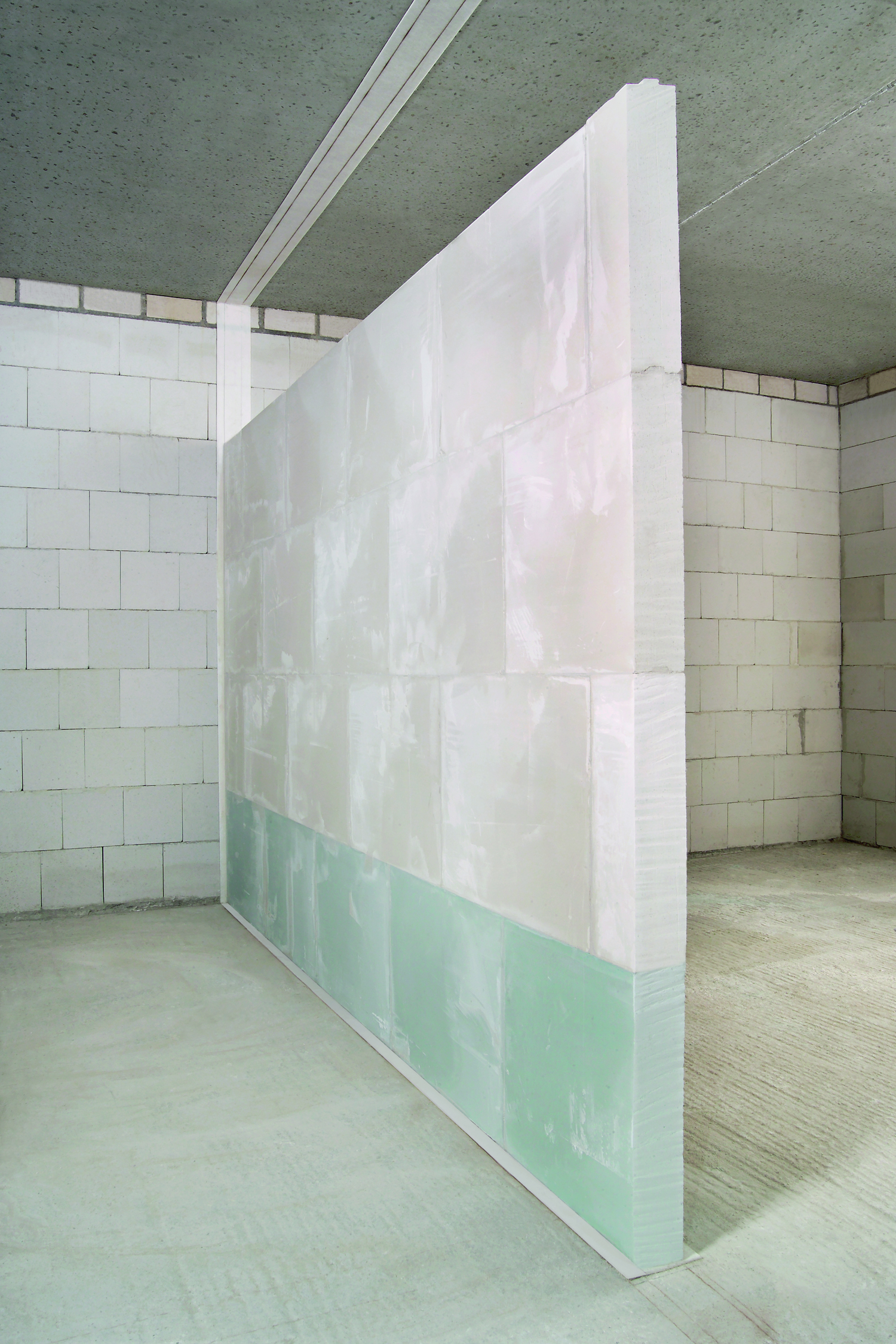
Opbouw van een niet-dragende scheidingswand van gipsblokken

## Afmetingen en samenstelling
De afmetingen van de standaard gipsblokken zijn iets verschillend per fabrikant en per uitvoering, maar als richtlijn geldt als lengte: ca. 650 - 670 mm en als hoogte: 500 mm. Er zijn dus ca. 3 blokken nodig voor 1m².
Gipsblokken worden geproduceerd conform de EN 12859 standaard. Er zijn verschillende uitvoeringen, verschillend in dikte, dichtheid en type. In Nederland zijn de gebruikelijke dikten 70 mm en 100 mm, in andere landen zijn ook andere dikten gebruikelijk. In de praktijk zijn vooral twee dichtheidsklassen van belang:
- een gemiddelde dichtheid van ca. 850 kg/m³ tot 1.100 kg/m³ (witte blokken voor standaardgebruik)
- hoge dichtheid van 1.100 kg/m³ tot 1.500 kg/m³ (roodkleurige blokken met betere geluidsisolatie)

De afmetingen van deze zware blokken zijn: lengte ca. 500 mm en hoogte ca. 500 mm. Er zijn dus ca. 4 blokken nodig voor 1m².
Voor natte ruimten als keukens en badkamers zijn er waterafstotende (gehydrofobeerde) gipsblokken met gemiddelde en hoge dichtheid op de markt. Deze gipsblokken hebben een blauwe kleur.
Alle blokken zijn aan alle kanten voorzien van messing en groef.

## Eigenschappen
Gipsblokken zijn een combinatie van klassiek metselwerk en droge afbouw. Net als bij muurwerk ontstaan massieve scheidingswanden met een hoge stabiliteit. De muren worden zonder metselspecie en pleisterlaag gebouwd en omdat ze (bijna) zonder water worden gebouwd, vallen ze onder de droge afbouw.
Het oppervlaktegewicht van gipsblokkenwanden bedraagt 54 kg/m² tot 120 kg/m² en daarmee vallen ze onder de lichte scheidingswanden. Aangezien de wanden geen draagconstructie nodig hebben, is de planning flexibel en kunnen de wanden ook achteraf worden toegevoegd of worden verwijderd.
De voordelen van de toepassing van gipsblokken zijn:
- Snel te bouwen door het grote formaat
- Meer effectieve woon- en bedrijfsruimte door dunne wanden
- Indeling van de ruimte kan ook in een later stadium worden veranderd
- Hoge weerstand tegen mechanische belasting en schokken (weinig onderhoud en reparatie)
- Bevestiging van meubelen, woonaccessoires of handgrepen (badkamer) met gebruikelijke pluggen.

### Brandwerendheid
Scheidingswanden van gipsblokken hebben een dikte van 70 of 100 mm en zijn van massief gips. Gips is vanwege het erin opgeslagen kristalwater zeer geschikt als brandwerend bouwmateriaal. Bij brand verdampt het water uit het gips en werkt het gips als brandvertrager. Massieve gipsblokken bieden bij een dikte van 70 mm een brandwerendheid van 80 minuten. Bij 100 mm dikte zijn het  3 uur (F180-A). De eisen aan de brandwerendheid verschillen per land.
Gipsblokken zijn geschikt als voorzetwand voor afvoer- en installatieschachten. Vaak moeten deze voldoen aan brandveiligheidseisen. Bij de juiste afmetingen van de wanden kan hier met gipsblokken goed aan worden voldaan. De brandwerendheid kan in verschillende richtingen vereist zijn: van binnen naar buiten, van buiten naar binnen, of in beide richtingen. Gipsblokken bieden in beide richtingen dezelfde brandwerendheid.

### Geluidsisolatie
De geluidsisolatie van wanden uit gipsblokken wordt vooral bereikt door de elastische verbinding van de scheidingswanden aan de aangrenzende vloeren, plafonds en andere wanden. De elastische verbinding met de vloer, de aangrenzende muren en het plafond zorgt voor een akoestische ontkoppeling en wordt in de regel geheel rondom aangebracht door middel van randstroken. Om geluidsoverdracht te verhinderen moeten er geen stijve verbindingen (zoals ankers) worden gebruikt bij een akoestische scheidingswand. Met een vakkundig uitgevoerde elastische verbinding wordt de starre verbinding tussen wand en het aangrenzend element opgeheven zodat er geen geluidsoverdracht plaatsvindt. In Duitsland is de elastische verbinding door middel van een randstrook de meest gebruikelijke bouwwijze (conform DIN 4103-2), in Nederland en andere landen wordt deze steeds meer gebruikt. De elastische verbinding levert een belangrijke bijdrage aan de goede geluidsisolatie van lichte scheidingswanden opgebouwd uit gipsblokken.
Het bouwmateriaal gips heeft een altijd warm en droog oppervlak. Het materiaal kan vocht uit de lucht opnemen en weer afgeven, zonder dat de blokken zelf vochtig worden. Hierdoor draagt gips bij aan een relatief constant en aangenaam woonklimaat in binnenruimten.

### Duurzaamheid en milieu
Gipsblokken behoren tot de duurzame bouwmaterialen. De grondstof gips komt veel voor in de natuur en bij het produceren van gipsblokken worden geen toeslagstoffen gebruikt. Bij dit proces wordt tijdens het calcinatieproces water uit het gips onttrokken, dat als waterdamp weer in de atmosfeer terechtkomt. De energie die bij het daaropvolgende drogingsproces vrijkomt is relatief gering in vergelijking met het drogingsproces bij de productie van beton. Gipsblokken zijn geheel recyclebaar, wanneer ze worden ontdaan van eventuele verflagen en toebehoren.
Gipsblokken hebben een milieuverantwoorde, technische kringloop. Gipsblokken voldoen aan de hoofdvereisten van de ISO 14025 standaard en worden geleverd met een onafhankelijke milieuproductverklaring (Environmental Product Declaration). De uitstoot van vluchtige organische stoffen is minimaal en bij producttesten wordt de grenswaarde voor ioniserende straling niet gehaald.

## Verwerking
Voordat de wand van gipsblokken wordt geplaatst, wordt de positie van de wand op de vloer gemarkeerd met een spatlijn, evenals de loodrechte aansluiting aan de wanden. Dan op de geplande positie de elastische randstroken aanbrengen voor de akoestische ontkoppeling van de wand, bijvoorbeeld akoestische randstroken op basis van bitumen, PE-schuim of mineraalwol. Wanneer de ondergrond voldoende vlak is, maakt een zelfklevende randstrook uit PE-schuim de verwerking makkelijker. In andere gevallen is het leggen van een randstrook in een bed van gipslijm aan te bevelen, aangezien met het gips kleine oneffenheden kunnen worden weggewerkt (met een waterpas controleren).
Na het drogen van het bed van gipslijm begint de opbouw van de wand: Maak de gipsblokkenlijm volgens de gebruiksaanwijzing aan in een speciekuip. Smeer de randstroken en de gipsblokken aan de kopse kant gelijkmatig in met de lijm en druk het eerste gipsblok krachtig in de hoek, tegen de vloer en de aangrenzende wand. Span een waterpas touwtje aan de bovenkant van de eerste bouwlaag en richt de blokken naar dit touwtje, zodat alle lagen recht komen te staan. Span dit touwtje bij elke laag weer loodrecht aan de bovenkant van de bouwlaag. Bij het plaatsen van het volgende blok zorgt de messing-en-groef-verbinding ervoor dat de verbinding precies past. Gebruik een rubberen hamer en klop de gipsblokken hiermee zachtjes dicht, recht en waterpas tegen elkaar. De gipslijm die daarbij uit de voegen komt moet meteen worden weggehaald met een troffel.
Begin bij het plaatsen van de tweede rij gipsblokken met een half gipsblok, zodat er een halfsteensverband ontstaat. Alle eindstukken kunnen met een normale zaag zelf op maat worden gemaakt. Vul eventuele kieren op met de gipsblokkenlijm of met purschuim. Van de gipsblokken die op maat gezaagd zijn, moet het zaagsel grondig worden verwijderd.
Houd bij de laatste rij blokken 3 tot 4 cm afstand tot het plafond. De aansluiting aan het plafond kan worden vergemakkelijkt door de bovenste laag blokken iets af te schuinen. Wanneer de bovenste laag recht is, dan is dit geen probleem, indien de voegen stofvrij zijn en geheel worden gevuld met een speciale gipsmortel. Voor het aanbrengen van de bovenste laag gipsblokken de randstrook aan het plafond bevestigen.
Breng voor elektrische leidingen gleuven in de gipsblokken aan met behulp van een frees. De openingen voor contactdozen en schakelaars kunnen met gatzagen worden gemaakt. De sleuven en openingen mogen in geen geval worden uitgebroken. Openingen voor deuren en kozijnen kunnen tijdens het bouwen van de wand worden uitgespaard. Indien nodig kan de opening ook achteraf worden uitgezaagd.
De wandafwerking: Scheidingswanden van gipsblokken hebben geen stuclaag nodig. Alleen de voegen en aansluitvoegen worden afgefilmd met gipslijm of met handpleister. Ze kunnen ook over het hele oppervlak worden afgefilmd. De elastische randstroken moeten breder zijn dan de dikte van de wand. De uitstekende einden worden na het vullen van de voegen afgesneden. Indien de randstroken per ongeluk zijn geplamuurd, dan moet dit worden verwijderd. Als de wand klaar is, kan het oppervlak worden behangen of geverfd (alle verfsoorten, behalve kalk en waterverf). Hieraan voorafgaand moet een voorstrijkmiddel op de gipsblokkenwand worden aangebracht.
Op gipsblokken kunnen ook tegels worden aangebracht. In dit geval mag het oppervlak echter niet worden afgefilmd en mogen alleen de uitgewelde resten van de gipslijm te worden verwijderd. Het aanbrengen van tegelwerk, behang of verflagen dient te gebeuren volgens de richtlijnen van de betreffende fabrikant van het product. Eventueel is een primer noodzakelijk.